# Houeydets
Houeydets (okzitanisch: Hueidèth) ist eine französische Gemeinde mit 284 Einwohnern (Stand: 1. Januar 2022) im Département Hautes-Pyrénées in der Region Okzitanien. Sie gehört zum Kanton La Vallée de l’Arros et des Baïses im Arrondissement Bagnères-de-Bigorre. Die Bewohner nennen sich Houeydetsois.

## Geografie
Houeydets liegt auf dem Plateau von Lannemezan auf einem Bergrücken zwischen den parallel nach Norden strömenden Flüssen Grande Baïse und Baïsole, etwa 25 Kilometer ostsüdöstlich von Tarbes. Nachbargemeinden sind Castelbajac im Norden, Campistrous im Osten, Lagrange im Süden, Lutilhous im Südwesten sowie Bégole im Westen.

## Bevölkerungsentwicklung
| Jahr                       | 1962 | 1968 | 1975 | 1982 | 1990 | 1999 | 2006 | 2013 | 2020 |
| Einwohner                  | 214  | 184  | 191  | 212  | 202  | 183  | 217  | 238  | 280  |
| Quellen: Cassini und INSEE |      |      |      |      |      |      |      |      |      |

## Sehenswürdigkeiten
- Kirche Nativité-de-la-Sainte-Vierge (Mariä Geburt)

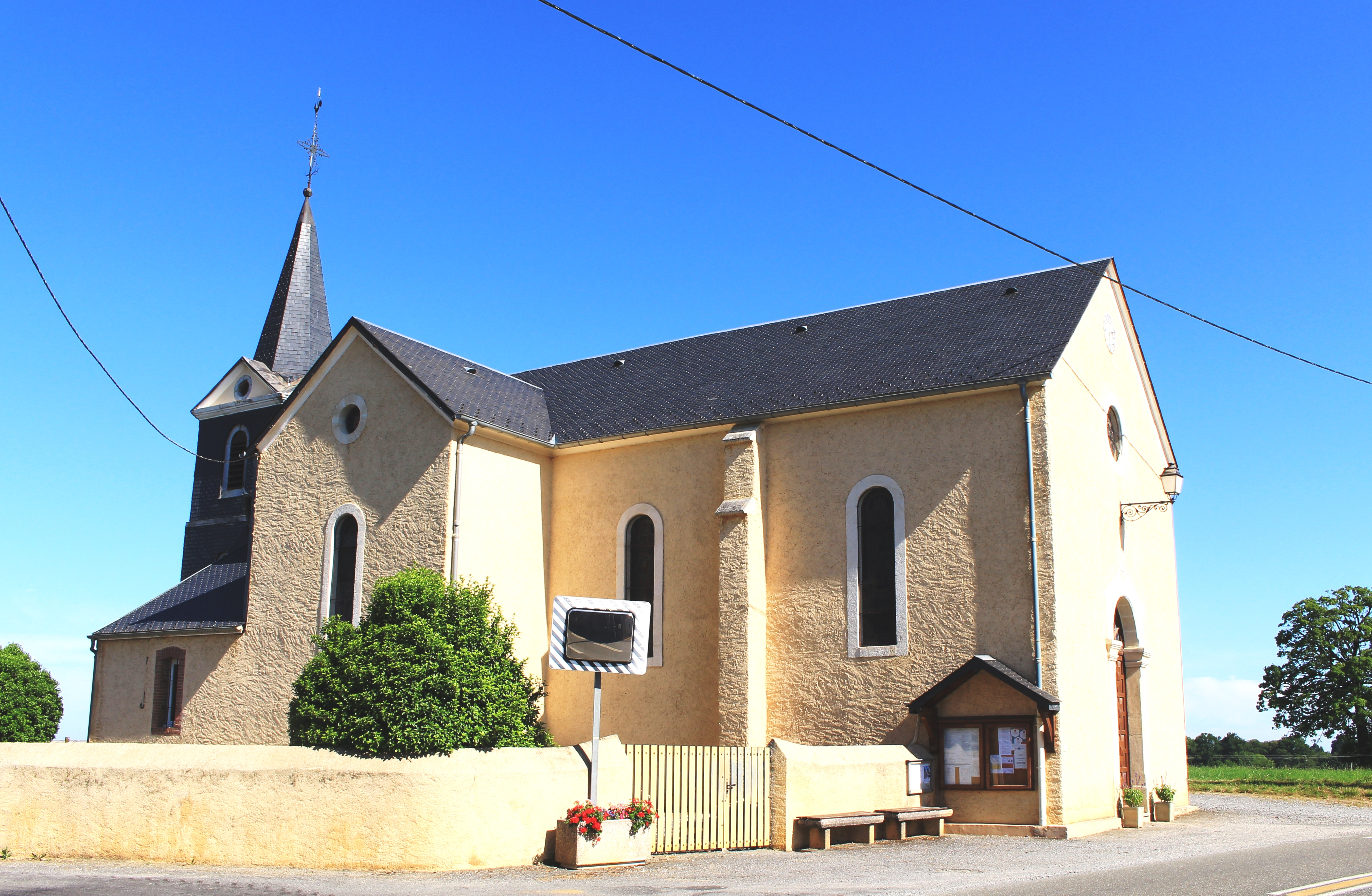
Kirche Mariä Geburt
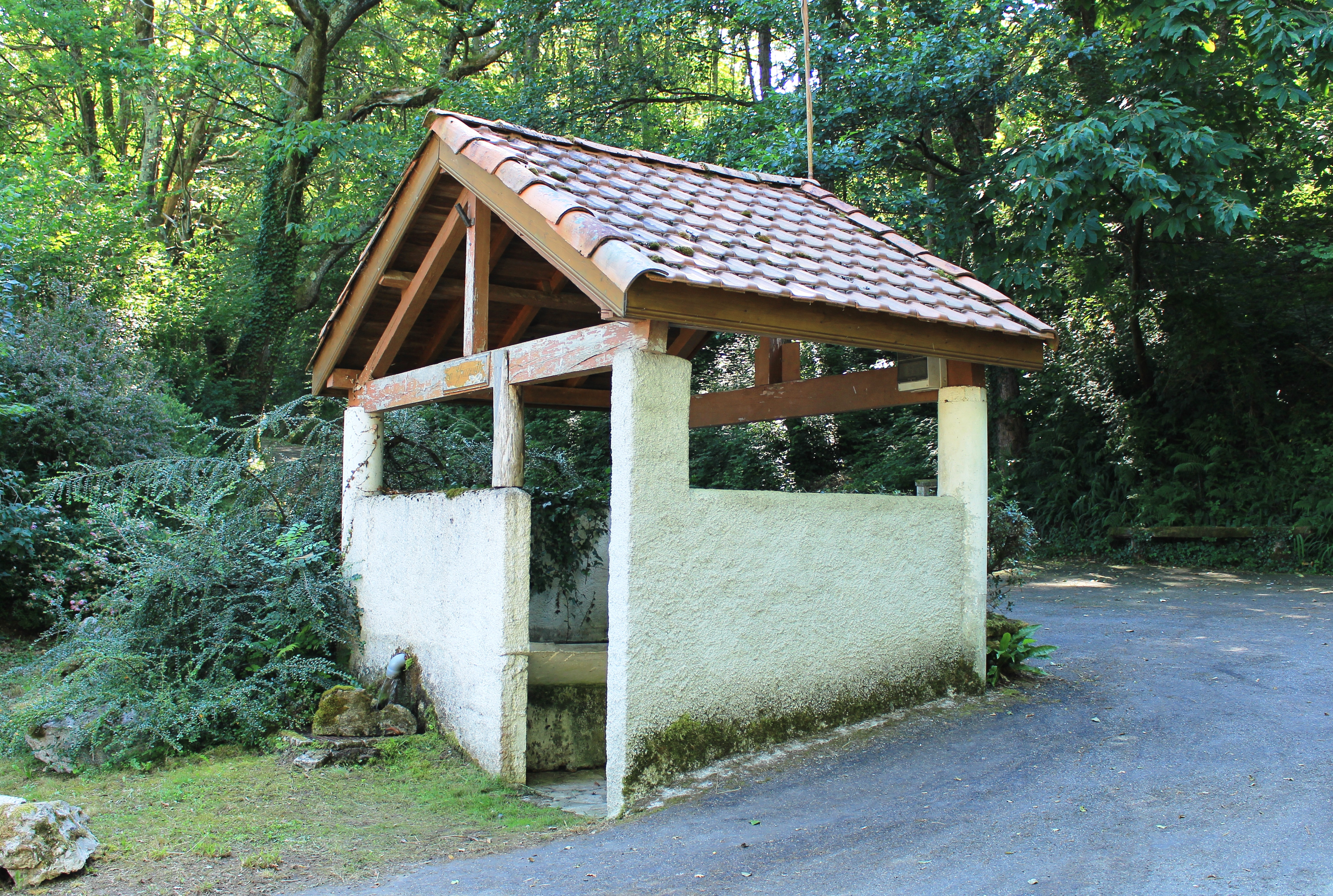
Ehemaliges öffentliches Waschhaus
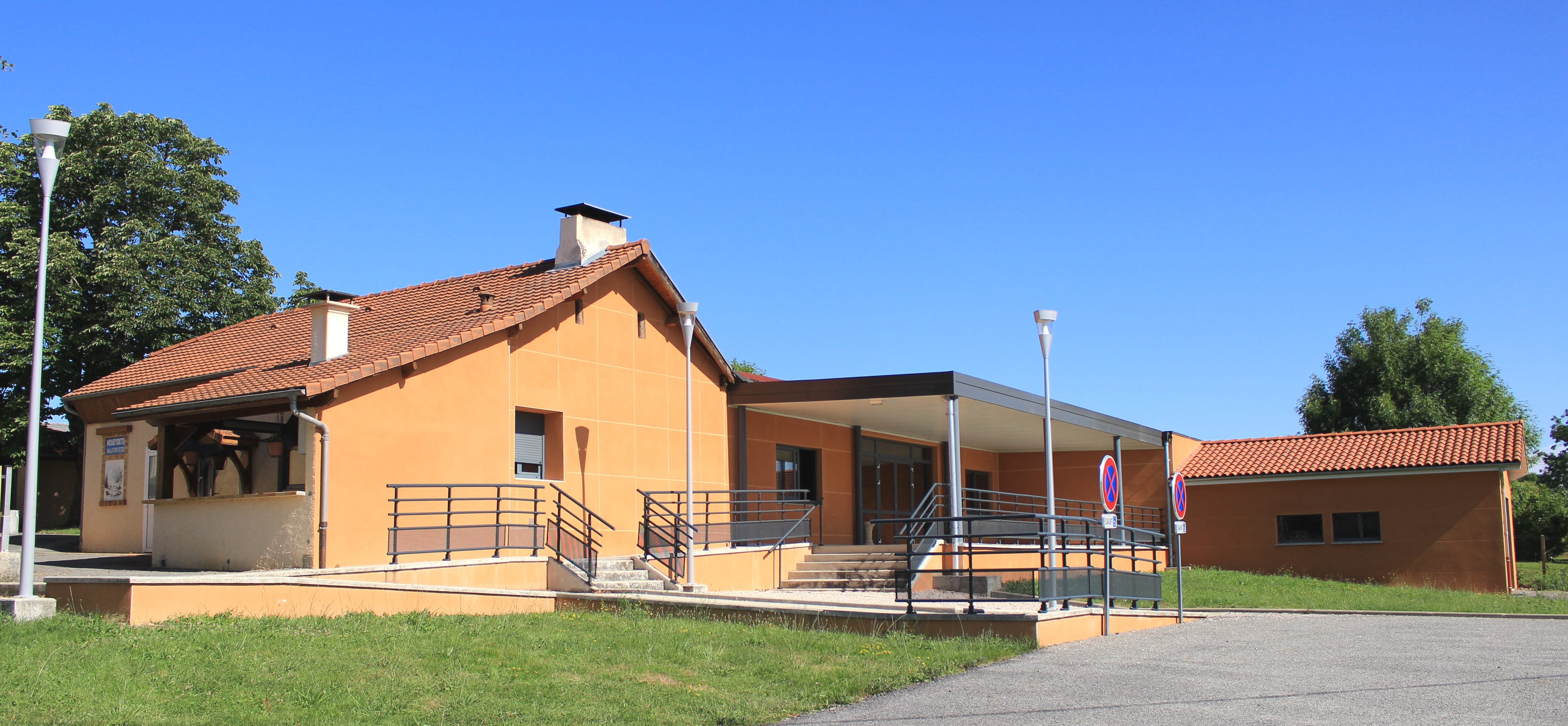
Gemeindefesthalle
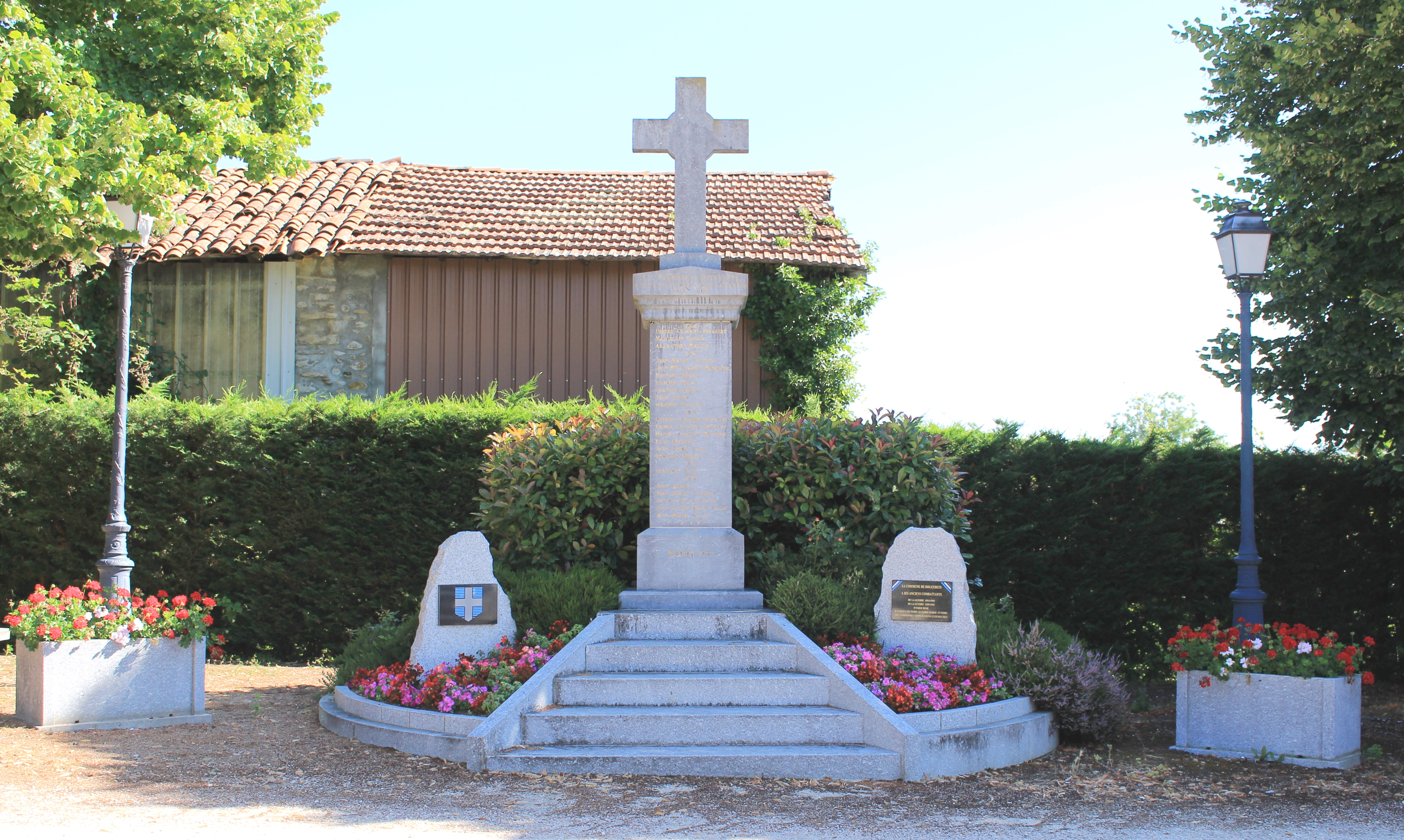
Gefallenendenkmal